# Olivia Ward Bush-Banks
Olivia Ward Bush-Banks (nacida Olivia Ward; Sag Harbor, Long Island, 23 de mayo de 1869 - 8 de abril de 1944) fue una escritora y periodista estadounidense.

## Biografía
Era la tercera de tres hermanas de una familia de origen afroestadounidense y de nativos montaukett. Cuando tenía unos nueve meses, falleció su madre y su padre se estableció con su familia en  Providence, Rhode Island. Al volverse a casar su padre, Olivia fue a vivir a casa de su tía paterna. Asistió a escuelas locales y estudió enfermería. También se interesó por el teatro y la poesía.
Se casó con Frank Bush en 1889 y tuvieron dos hijas, Rosamund y Maria, a las que cuidó su tía cuando se separaron en 1895. Ward se volvió a casar con el revisor de trenes Anthony Banks en 1916.
Ward trabajó en Providence y Boston, tuvo varios empleos para mantener a su familia, y a pesar de sus intensas jornadas laborales, publicó su primer poemario en 1899 (Original Poems), aclamado por el poeta Paul Laurence Dunbar. 
De 1900 a 1914, trabajó como asistente de dirección en el teatro Robert Gould Shaw Settlement House de Boston, y regresó a Long Island con sus hijas. Como su madre y su tía le habían enseñado su cultura montaukett, trabajó de historiadora tribal en South Fork.
En 1918 fue a vivir con su marido a Chicago y allí publicó su primera obra teatral Indian Trails: or Trail of the Montauk,  de la que solo se conservan algunos fragmentos. Después se centró en su experiencia como afroamericana durante la Gran Migración Afroamericana, cuando Chicago se había convertido en un centro cultural importante. Ward colaboró en la revista  Colored America y siguió el Renacimiento de Harlem ayudando a amigos como Richmond Barthé o Langston Hughes.
En los años 1930 volvió a New Rochelle. Fue columnista y editora en el Westchester Record-Courier y directora teatral del centro comunitario de la Iglesia baptista abisinia de Harlem. Durante la Gran Depresión, participó en el proyecto Works Progress Administration. El activista de derechos civiles W.E.B. Du Bois, el poeta y novelista Counte Cullen y el actor/cantante Paul Robeson fueron amigos suyos.
Olivia Ward Bush Banks falleció en 1944 cuando vivía con su segunda hija Marie y su nieta Helen en Nueva York.

## Obra
- 1910, Memories of Calvary: an Easter sketch
- 1914, Driftwood
- 1890, On the Long Island Indian
- 1991, The collected Works of Olivia Ward Bush-Banks
- 1899, Original poems